# Лотте Стам-Бейсе
Шарлотте Іда Анна «Лотте» Бейсе, у шлюбі Стам-Бейсе (нім. Charlotte Ida Anna «Lotte» Stam-Beese; 28 січня 1903 — 18 листопада 1988)  — німецька архітекторка, міська планувальниця та фотографка, університетська викладачка. Працювала над реконструкцією Роттердаму після Другої світової війни.

## Життя і кар'єра
Лотте Бейсе народилася у селищі Райзіхт (нім. Reisicht), Сілезія, Німеччина (нині Рокіткі, Польща). Після випускних екзаменів у школі у 1921 році Бейсе пройшла курси стенографії та друкування, що дало їй змогу подорожувати всією Німеччиною. Два роки потому вона приїхала до Дрездену на роботу до Німецьких майстерень у Хеллєрау. Спочатку була офісною працівницею, але невдовзі отримала місце у ткацькій майстерні, де навчилася основам ткацтва.
У 1926 році Лотте Бейсе вступила до Баугаус, де відвідувала заняття Йозефа Альберса, курс «Аналітичне креслення» Василя Кандінського, курс «Летеринг» Юста Шмідта, а також курси «Нарисна геометрія» і «Фізика/Хімія». Після закінчення базового курсу Бейсе пішла до ткацької майстерні Гунти Штьольцль. У семестрі 1927-1928 років вона виконала всі вимоги, необхідні для вступу до нещодавно відкритого у 1927 році факультету архітектури. Таким чином, Лотте Бейсе була першою жінкою, яка вчилась у Ганнеса Меєра та Ганса Віттвера у Баугаус. На додаток до архітектури, вона вивчала основи статики, будівельні матеріали, конструкції, теплотехніку і міське планування. Рік по тому Лотте Бейсе добровільно покинула навчання у Баугаус, так і не отримавши кваліфікацію.
Перед початком кар'єри архітекторки Лотте Бейсе була успішною фотографкою. Хоча вона працювала з новими засобами вираження професійно тільки короткий період у 1926-1928 роках, її роботи мали значний вплив і зараз представлені в колекціях Музею сучасного мистецтва у Нью-Йорку, Художньому музеї Артура М. Секлєра у Кембриджі та Музей Гетті.
У 1929 році Лотте Бейсе працювала в архітектурному бюро Гьюго Герінга, а згодом продовжила співпрацю з Меєром, працюючи в його офісі у Берліні. В той час Бейсе працювала над проєктом національного коледжу Німецької Ліги Профспілок у Бернау. Після цього вона поїхала працювати до Брно, Чехословаччина, разом з архітектором Богуславом Фуксом.
У 1930 році Лотте Бейсе поїхала разом з Ганнесом Меєром до Москви, де вони проєктували місто Орськ в Сибіру під керівництвом голландського архітектора Марта Стама. Того ж року вона народила сина Петера від Меєра, не будучи з ним у стосунках.
У 1935 році Лотте Бейсе переїхала до Амтердама разом з Мартом Стамом, з яким невдовзі взяла шлюб. Там вона відкрила власну архітектурну фірму, де працювала до 1938 року.
Під час Другої світової війни Лотте Стам-Бейсе писала дисертацію у архітектурному коледжі в Амстердамі, де отримала диплом у 1944 році.
Лотте Стам-Бейсе була найбільш відома роботою над реконструкцією міста Роттердам. У 1946–1968 роках вона працювала архітекторкою в Агентстві міського розвитку і реконструкції та входила до складу команди планувальників, які керували відновленням зруйнованого міста. Серед районів, які спроєктувала Лотте Стам-Бейсе — Кляйнполдер (Kleinpolder), Вестпунт (Westpunt) та найбільш відома її робота — район Пендрехт. При проєктуванні вона найчастіше використовувала рядкову забудову, з якою багато працювала ще під час перебування у СРСР.
Пізніше Лотте Стам-Бейсе викладала архітектуру в Академії архітектури і міського планування в Амстердамі.

## Лотте Стам-Бейсе та Україна
Період роботи Лотте Стам-Бейсе в Харкові у 1932—1933 роках, коли вона у складі команди архітекторів проєктувала соцмісто тракторного заводу «Новий Харків», покладено в основу сценарію аудіовізуального дійства «Український конструктивізм» [Архівовано 22 березня 2022 у Wayback Machine.], створеного у 2021 році на перетині сучасного візуального мистецтва, балету, електрофолк музики та історичної драми, за участі українських музикантів Нати Жижченко (Onuka) та Євгена Філатова (the Maneken), українсько-данського художника і архітектора Сергія Святченко і данського балетмейстера Себастіана Клоборга. Авторами сценарію є українська дослідниця архітектури Євгенія Губкіна та історик Ярослав Переходько.